# Sharon Van Etten
Sharon Katharine Van Etten (født 26. februar 1981) er en amerikansk sanger og skuespiller. Hun har udgivet seks studiealbum, senest We've Been Going About This All Wrong i 2022.

## Tidlige år
Van Etten blev født i Belleville, New Jersey, som den mellemste af fem børn. Mens hun var barn, flyttede familien til Nutley og senere til Clinton, begge i New Jersey. Hun gik på North Hunterdon High School, hvor hun sang i koret og spillede med i skole-musicals.
Efter high school flyttede hun til Murfreesboro i Tennessee for at studere lydteknik på Middle Tennessee State University, men droppede ud efter et år. Hun arbejdede herefter i fem år på Red Rose, kombineret musikbutik og spillested i Murfreesboro. Hun havde et forhold præget af misbrug til en rockmusiker, som ikke brød sig om, hun skrev sange. En nat stak hun af, med hvad hun kunne bære.
Hun boede nu nogle år i Brooklyn, i bydelen Ditmas Park.

## Karriere
Van Etten udgav selv sine CD'er frem til 2009, da hendes debutalbum kom. Indtil da havde hun arbejdet i en vinhandel og som informationsmedarbejder hos Ba Da Bing Records.

### 2009:Because I Was in Love
Debutalbummet, som udkom 26. maj 2009 på selskabet Language of Stone, blev fremstillet og distribueret af Drag City. Producer var Greg Weeks på Hexham Head studio i Philadelphia.

### 2010:Epic
21. september 2010 udkom Van Ettens andet studiealbum Epic på selskabet Ba Da Bing Records. Hun havde endnu ikke noget eget band og fik derfor hjælp af vennerne Jeffrey Kish, Dave Hartley, Jessica Larrabee og Andy LaPlant fra Brooklyn-rockbandet She Keeps Bees, samt Cat Martino, Meg Baird, Jim Callan og Brian Christinzio. Nummeret "Love More" blev indspillet i december 2009 med producer Brian McTear til Weathervane Musics dokumentarserie Shaking Through. Resten af albummet blev produceret af Brian McTear med tekniker Amy Morrissey i maj 2010 hos Miner Street Recordings i Philadelphia. Radionetværket NPR skrev, at albummet har "en mere fyldig lyd sammenlignet med hendes to første selvproducerede album, men epic føles stadig utrolig intim, med masser af plads til at ånde og folde sig ud."

### 2012:Tramp
Hendes tredje studiealbum Tramp kom 7. februar 2012 på selskabet Jagjaguwar. Tramp blev produceret af Aaron Dressner fra indierock-bandet The National og for det meste optaget i hans studie I Brooklyn, idet dog visse optagelser foregik hos Miner Street Recordings i Philadelphia, hvor albummet blev mixet, af Brian McTear og Jonathan Low. Medvirkende er musikerne Doug Keith, Thomas Bartlett, Bryan Devendorf, Bryce Dessner, Matt Barrick, Rob Moose, Julianna Barwick, Peter Silberman, Logan Coale, Clarice Jensen, Ben Lanz, Zach Condon og Jenn Wasner.

### 2014–2015:Are We There
I maj 2014 kom Van Ettens fjerde studiealbum, med titlen Are We There, igen på Jagjaguwar. Van Etten producerede selv albummet, sammen med Stewart Lerman og Zeke Hutchins. De fleste optagelser fandt sted hos Hobo Sound Studios i Weehawken, New Jersey, idet klaveret blev optaget hos Electric Lady Studios i New York City. Medvirkende er musikerne Zeke Hutchins, Doug Keith, Heather Woods Broderick, Dave Hartley, Adam Granduciel, Marisa Anderson, Stuart D. Bogie, Mickey Free, Mary Lattimore, Little Isidor, Jacob Morris, Torres' Mackenzie Scott, Shearwater's Jonathan Meiburg, Lower Dens' Jana Hunter, samt Peter Broderick, som spiller med danske Efterklang. EP'en I Don't Want to Let You Down, med sange som ikke kom med på albummet, udkom på Jagjaguwar i 2015.

### 2018-2019:Remind Me Tomorrow
Efter Are We There tog Van Etten en pause fra musikken. Hun arbejdede i stedet med skuespil, fik et barn og studerede psykologi og terapi på Brooklyn College. Hun skrev musik til filmen Strange Weather, i et atelier hun delte med Michael Cera. I pauser i arbejdet med filmmusikken lavede hun en række demo'er med nye sange, som kom til at danne grundlag for hendes næste album.
I 2018 udgav Van Etten "Comeback Kid" som forløber for albummet Remind Me Tomorrow, som udkom 18. januar 2019. Remind Me Tomorrow er ikke som hendes tidligere album så præget af guitar, men mere af synthesizer, trommer og eksperimenterende lyde.
I 2019 flyttede Van Etten med sin familie til Los Angeles, for at geare ned og få afveksling fra de mange turneer. COVID-19 pandemien i 2020 kom dog på tværs af hendes planer, og under de efterfølgende nedlukninger skrev hun sange om sit nye liv, også nogle med en politisk vinkel på den indvirkning pandemien havde på folks liv.

### 2020-2022:We've Been Going About This All Wrong
I april 2020 spillede Van Etten bas og sang kor, da de tre tilbageværende medlemmer af Fountains of Wayne, efter det fjerde medlem bassisten Adam Schlesingers død af COVID-19 tidligere på måneden, optrådte ved et velgørenhedsarrangement med New Jersey-musikere. De optrådte virtuelt med nummeret "Hackensack" fra albummet Welcome Interstate Managers.
15. maj 2020 udsendte Van Etten sammen med Josh Homme, frontfigur i rockbandet Queens of the Stone Age, en coverversion af Nick Lowe-nummeret "(What's So Funny 'Bout) Peace, Love and Understanding?".
I oktober 2020 lavede Van Etten sangen "Let Go" til dokumentaren Feels Good Man, instrueret af Arthur Jones, om Matt Furie, skaberen af internet-memet Pepe the Frog.
16. november 2020 udsendte Van Etten to coverversioner af traditionelle julesange, nemlig "Silent Night" og "Blue Christmas".
20. maj 2021 udsendte Van Etten sammen med Angel Olsen singlen "Like I Used To," som var produceret af John Congleton. Olsen og Van Etten optræder på musikvideoen med samme shag-frisure.
I juli 2021 spillede Van Etten på Newport Folk Festival.
6. maj 2022 udkom Van Ettens seneste album We've Been Going About This All Wrong, som noget nyt uden at der blev frigivet numre fra albummet op til udgivelsen.

## Inspiration, musikalsk stil og stemme
Van Etten har nævnt Ani DiFranco som en vigtig kilde til inspiration, idet "hun var den første musiker jeg hørte, hvis sange var super ærlige. Hun kunne virkelig spille guitar... Det var min første oplevelse med en kvindelig musiker, som ikke var poppet. Hun fik mig til at ville spille mere".
Van Ettens musik er præget af omfattende brug af harmonik. Med nummeret "Comeback Kid" og albummet Remind Me Tomorrow begyndte hendes musik at blive mere elektronisk, og hun har sagt, hun "lytter meget til OMD... jeg dyrker meget det nye post punk elektroniske."
Van Etten er kontraalt, og hendes stemme er i tidsskriftet Slant blevet beskrevet som sløret og hæs. NPR har beskrevet stemmen som skurrende, elegant og lysende, mens tidsskriftet Consequence har kaldt den upoleret. Pitchfork beskriver hendes sange som havende "ekko af folkeminde". NPR Music skrev: "Hendes sange er inderlige uden at være anstrengt ærlige; hendes tekster er ligefremme uden at være åbenlyse, og hendes elegante stemme indeholder så tilpas megen skurren og sorg, så den ikke lyder for pæn eller selvsikker."

## Skuespil
Van Etten medvirkede i begge sæsoner af Netflix dramaserien The OA i rollen som Rachel, som sammen med hovedpersonen Prairie bliver holdt fanget i dr. Percys kælder. Rachel og de andre tilfangetagne udsættes her gennem flere år for forsøg, mens de planlægger en mulig flugt, og på et tidspunkt synger Rachel en sang, hvor hun mindes.
Van Etten medvirkede også i en episode af Twin Peaks serien fra 2017.
Van Etten debuterede på film i 2020 i en birolle i filmen Never Rarely Sometimes Always instrueret af Eliza Hittman, hvortil hun også skrev og fremførte sangen "Staring at a Mountain".
I 2021 medvirkede Van Etten i filmen How It Ends, i rollen som Jet. Her synger hun to nye sange, "How Much I Loved You" og "Till We Meet Again".

## Privatliv
I 2017 fik Van Etten en søn sammen med sin kæreste Zeke Hutchins, som tidligere var hendes trommeslager og senere blev hendes manager. Efter 15 år i New York flyttede hun i september 2019 med familien til Los Angeles.

## Diskografi

### Albums
| Titel                                       | Udgivelsesdato og plademærke       | Højeste hitlisteplacering | Højeste hitlisteplacering | Højeste hitlisteplacering | Højeste hitlisteplacering | Højeste hitlisteplacering | Højeste hitlisteplacering | Højeste hitlisteplacering | Højeste hitlisteplacering | Højeste hitlisteplacering | Højeste hitlisteplacering |
| Titel                                       | Udgivelsesdato og plademærke       | US                        | BEL Fl.                   | BEL Wa.                   | FRA                       | GER                       | NLD                       | NZ                        | POR                       | SWI                       | UK                        |
| ------------------------------------------- | ---------------------------------- | ------------------------- | ------------------------- | ------------------------- | ------------------------- | ------------------------- | ------------------------- | ------------------------- | ------------------------- | ------------------------- | ------------------------- |
| Because I Was in Love                       | - 26. maj 2009 - Language of Stone | —                         | —                         | —                         | —                         | —                         | —                         | —                         | —                         | —                         | —                         |
| Epic                                        | - 21. september 2010 - Ba Da Bing  | —                         | —                         | —                         | —                         | —                         | —                         | —                         | —                         | —                         | —                         |
| Tramp                                       | - 7. february 2012 - Jagjaguwar    | 75                        | —                         | —                         | —                         | —                         | —                         | —                         | —                         | —                         | —                         |
| Are We There                                | - 27. maj 2014 - Jagjaguwar        | 25                        | 123                       | 164                       | —                         | —                         | —                         | 33                        | —                         | —                         | 27                        |
| Remind Me Tomorrow                          | - 18. januar 2019 - Jagjaguwar     | 94                        | 49                        | 131                       | 134                       | —                         | 88                        | —                         | 10                        | 39                        | 30                        |
| We've Been Going About This All Wrong       | - 6. maj 2022 - Jagjaguwar         | —                         | 102                       | 169                       | —                         | 52                        | —                         | 22                        | 26                        | 88                        | 28                        |
| —: ikke udgivet eller ikke på hitlisten her |                                    |                           |                           |                           |                           |                           |                           |                           |                           |                           |                           |

### Udvalg af øvrige bidrag
- juli 2014: musikvideo for modemagasinet V, sammen med fotograf Karen Collins[47]
- august 2009: sang med på numrene "Kettering", "Thirteen", "Two" og "Shiva" på Antlers-albummet Hospice[48]
- marts 2011: sang backing på National-nummeret "Think You Can Wait" i filmen Win Win[10]
- december 2012: indspillede Irving Berlins "What'll I Do" med Vince Giordano og Nighthawks, til tredje sæsons slutafsnit "Margate Sand" i serien Boardwalk Empire[49]
- december 2012: optrådte med John Denver-nummeret "Prisoners", sammen med J Mascis, på albummet The Music Is You: A Tribute to John Denver[50][51]
- januar 2013: optrådte ved John Cales hyldest til Nico, Life Along the Borderline[52]
- juli 2013: optrådte på Comic-Con med nummeret "Serpents" i en trailer for fjerde sæson af The Walking Dead [53]
- august 2013: designede en T-shirt solgt gennem velgørenhedsorganisationen Yellow Bird Project for at skaffe penge til Women in Need (WIN), som hjælper hjemløse kvinder og børn i New York[54]
- november 2014: "Every Time the Sun Comes Up" blev brugt i episoden "The Five Orange Pipz" i tredje sæson af Sherlock Holmes-serien Elementary [55]
- april 2015: sang nummeret "Sunshine on My Back" på The Nationals album Trouble Will Find Me[56]
- forår 2016: video med nummeret "I Wish I Knew" til Vogues modeuge[57][58]
- maj 2016: sang sammen med Perfume Genius m.fl. Grateful Dead-nummeret "To Lay Me Down" på hyldestalbummet Day of the Dead[59]
- juni 2016: "Every Time the Sun Comes Up" brugtes i Volvo XC90 tv-reklamen "Wedding"[60]
- august 2018: sang LCD Soundsystem-nummeret "New York, I Love You but You're Bringing Me Down" ved BBC's promenadekoncert[61]
- juni 2019: optrådte på Glastonbury Festival[62][63]
- november 2020: sang titelnummeret på Seattle-bandet Deep Sea Rivers album "Impossible Weight"[64]
- 2021: synger numrene "Seventeen", "Let Go", "Serpents", "Peace Signs" og "Every Time the Sun Comes Up" i første sæson af Netflix-serien "Maid"[65]